# Чурчелауреби
Чурчелауреби (груз. ჭურჭელაურები) — село в Грузии, на территории Тианетского муниципалитета края (мхаре) Мцхета-Мтианети.

## География
Село находится в центральной части Грузии, на правом берегу реки Иори, на расстоянии приблизительно 2 километров (по прямой) к северу от посёлка городского типа Тианети, административного центра муниципалитета. Абсолютная высота — 1139 метров над уровнем моря.

## Население
По результатам официальной переписи населения 2014 года в Чурчелауреби проживало 73 человека (36 мужчин и 37 женщин). В национальной структуре населения грузины составляли 98,6 %.
| Год  | Население, человек |
| ---- | ------------------ |
| 2002 | 126                |
| 2014 | ↘ 73               |